# Sankt Olofs kapell, Böda

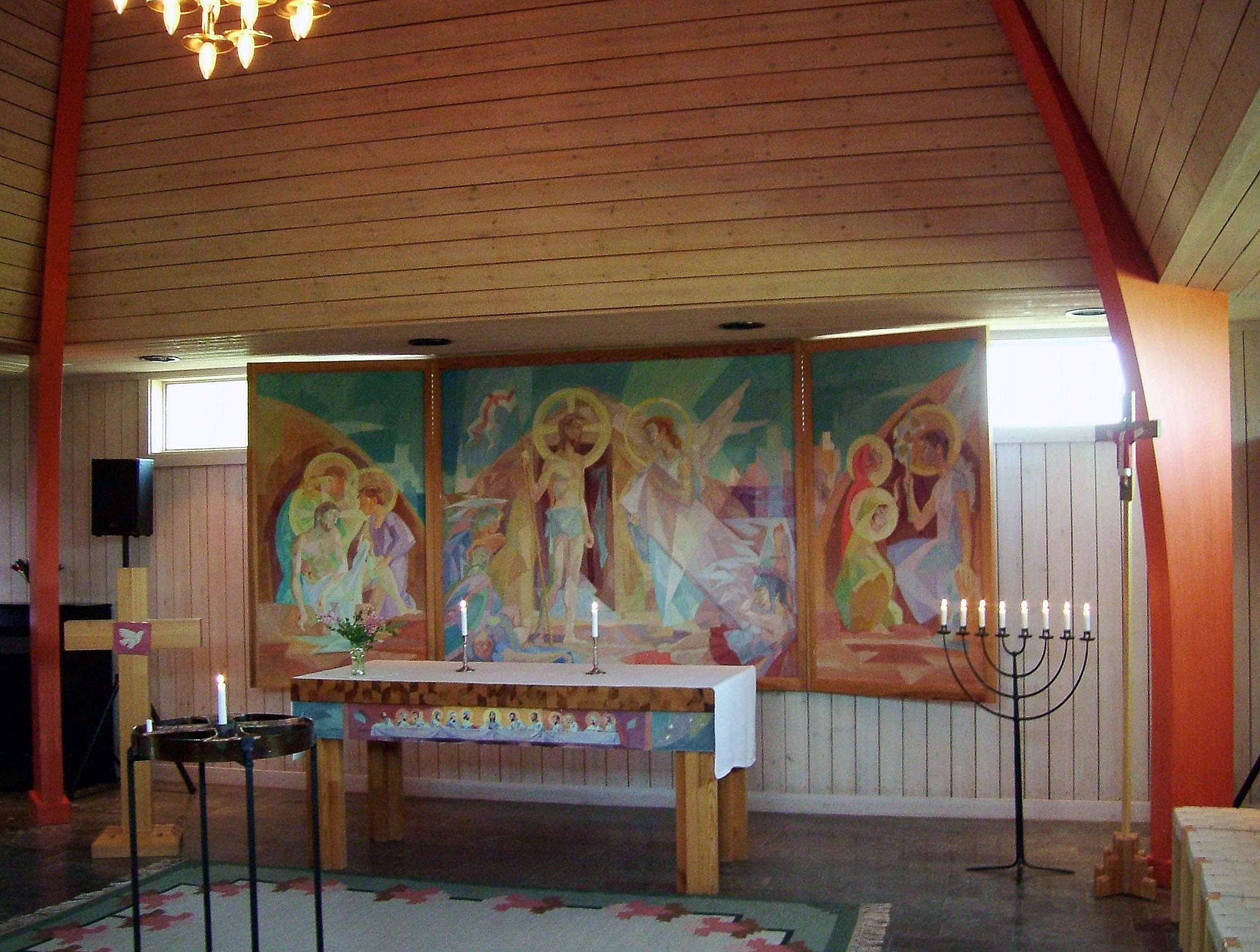
Interiör

Sankt Olofs kapell är ett kapell i Byxelkrok i Böda socken. Kapellet uppfördes 1976 i modernistisk stil efter ritningar av Anders Berglund. Kyrkan är uppförd i rödmålat trä med plåttak och bär samma namn som det medeltida kapell på Lilla grundet i Grankullaviken som numera är Sankt Olofs kapellruin. Inre och yttre renovering genomfördes 2016-2020. Kapellet ägs och drivs av en egen stiftelse. [källa behövs]